# 3×3 Eyes: Seima Densetsu
3×3 Eyes: Seima Densetsu (聖魔伝説サザンアイズ) est un jeu vidéo de rôle sorti en 1993 sur Mega-CD.

## À noter
- Le jeu est fondé sur les volumes 3 à 5 du manga 3×3 Eyes (la partie Seima Densetsu) .
- Il n'y a qu'un seul CD bien que le jeu soit vendu dans une boîte double-CD, mais cela est peut-être dû au besoin de place pour contenir le manuel détaillé de 52 pages et le mini-poster avec l'artwork de la jaquette sur une face, et une liste des monstres du jeu ainsi que des objets sur l'autre.